# 第11高射特科隊
第11高射特科隊（だいじゅういちこうしゃとっかたい、JGSDF 11th Antiaircraft Artillery  Unit）は、陸上自衛隊真駒内駐屯地（北海道札幌市）に駐屯する第11旅団隷下の高射特科部隊である。

## 概要
隊長は、2等陸佐が充てられ、第11旅団の対空作戦に係る統制・調整を担任するとともに、対空レーダによる対空情報の収集、近距離・短距離誘導武器（ミサイル）による対空戦闘を任務とする部隊である。
第11師団の旅団への改編により第11高射特科中隊へ縮小改編されたが、2019年（平成31年）3月26日に第11旅団の機動旅団化に伴う部隊改編により第11高射特科隊へと改編された。
第11特科連隊第6大隊
- 1962年（昭和37年）1月18日：第11特科連隊第6大隊として真駒内駐屯地において編成完結。
- 1965年（昭和40年）1月20日：M51 75mm高射砲の配備に伴い、改編。
- 1972年（昭和47年）3月24日：35mm2連装高射機関砲 L-90の配備に伴い、改編。
- 1987年（昭和62年）3月26日：対空レーダ装置JTPS-P9の配備に伴い、改編[1]。

第11高射特科大隊
- 1989年（平成元年）3月24日：

1. 第11特科連隊第6大隊が分離独立し、師団直轄部隊として第11高射特科大隊が真駒内駐屯地に新編。
2. 81式短距離地対空誘導弾を装備[1]。

- 1993年（平成5年）：対空レーダ装置JTPS-P14を装備[1]。

第11高射特科中隊
- 2008年（平成20年）3月26日：

1. 第11師団の旅団化に伴い、第11高射特科中隊へ縮小改編。
2. 93式近距離地対空誘導弾を装備[1]。
3. 後方支援体制変換に伴い、整備部門を第11後方支援隊第2整備中隊高射直接支援小隊へ移管。

第11高射特科隊
- 2019年（平成31年）3月26日：第11高射特科中隊が第11高射特科隊に改編。
- 2022年（令和04年）：対空戦闘指揮統制システム（ADCCS（通称アドックス））Ⅱ型を装備[1]。

## 部隊編成
- 第11高射特科隊本部
  - 隊本部班
  - 通信班
- 情報小隊：対空レーダ装置JTPS-P14
- 第1射撃小隊（近SAM小隊）：93式近距離地対空誘導弾
- 第2射撃小隊（短SAM小隊）：81式短距離地対空誘導弾

車両表示は、「11高特」
第11高射特科大隊（2008年（平成20年）3月26日廃止時）
- 第11高射特科大隊本部
- 本部管理中隊「11高特-本」
- 第1高射中隊「11高特-1」
- 第2高射中隊「11高特-2」

## 整備支援部隊
- 第11後方支援隊第2整備中隊高射直接支援小隊「11後支-2整」（真駒内駐屯地）：2008年（平成20年）3月26日から

## 主要幹部
| 官職名           | 階級    | 氏名      | 補職発令日 | 前職          |
| ---------------- | ------- | --------- | ---------- | ------------- |
| 第11高射特科隊長 | 2等陸佐 | 佐藤 佑哉 |            | 第1高射特科団 |

## 主要装備
- 81式短距離地対空誘導弾
- 93式近距離地対空誘導弾
- 対空レーダ装置 JTPS-P14
- 低空レーダ装置 JTPS-P18
- 1/2tトラック / 73式小型トラック
- 1 1/2tトラック / 73式中型トラック
- 3 1/2tトラック / 73式大型トラック
- 89式5.56mm小銃